# Günter Blümlein
Günter Blümlein (* 20. März 1943; † 1. Oktober 2001) war ein deutscher Unternehmer. Blümlein war Geschäftsführer des Uhrenherstellers LMH Les manufactures horlogères SA.
Blümlein begann seine berufliche Karriere beim deutschen Uhrenhersteller Junghans und wechselte 1980 zur Marke International Watch Company (IWC). IWC war damals eine Tochter von VDO Automotive, der auch der Mehrheitsanteil an Jaeger-LeCoultre gehörte. IWC würdigte Blümlein als „Mann, der IWC aus der Schweizer Uhrenkrise der 70er Jahre mit Erfolg geführt hatte“. Im Jahre 1990 gründete er zusammen mit Walter Lange den Uhrenhersteller A. Lange & Söhne in Glashütte (Sachsen) neu, wo VDO ebenfalls 90 % der Anteile besaß. Die drei Uhrenfirmen wurden unter dem Namen Les Manufactures Horlogères gruppiert.
Im Jahr 1991 wurde VDO von Mannesmann gekauft. Im Jahr 2000 wurden die unter LMH zusammengefassten Uhrenhersteller an Richemont verkauft. Blümlein war zuletzt Verwaltungsratspräsident der 1991 von ihm mitbegründeten Gruppe Les Manufactures Horlogères mit Sitz in Schaffhausen.